# 栃木県小学校一覧
栃木県小学校一覧（とちぎけんしょうがっこういちらん）は、栃木県に現存する小学校の一覧。

## 国立小学校
- 宇都宮大学共同教育学部附属小学校

## 公立小学校および義務教育学校

### 宇都宮市
- 宇都宮市立中央小学校
- 宇都宮市立東小学校
- 宇都宮市立西小学校
- 宇都宮市立簗瀬小学校
- 宇都宮市立西原小学校
- 宇都宮市立戸祭小学校
- 宇都宮市立今泉小学校
- 宇都宮市立昭和小学校
- 宇都宮市立陽南小学校
- 宇都宮市立桜小学校
- 宇都宮市立錦小学校
- 宇都宮市立細谷小学校
- 宇都宮市立峰小学校
- 宇都宮市立富士見小学校
- 宇都宮市立泉が丘小学校
- 宇都宮市立石井小学校
- 宇都宮市立緑が丘小学校
- 宇都宮市立宮の原小学校
- 宇都宮市立明保小学校
- 宇都宮市立宝木小学校
- 宇都宮市立城東小学校
- 宇都宮市立平石中央小学校
- 宇都宮市立平石北小学校
- 宇都宮市立清原中央小学校
- 宇都宮市立清原南小学校
- 宇都宮市立清原北小学校
- 宇都宮市立清原東小学校
- 宇都宮市立横川中央小学校
- 宇都宮市立横川東小学校
- 宇都宮市立横川西小学校
- 宇都宮市立瑞穂野北小学校
- 宇都宮市立瑞穂野南小学校
- 宇都宮市立豊郷中央小学校
- 宇都宮市立豊郷南小学校
- 宇都宮市立豊郷北小学校
- 宇都宮市立国本中央小学校
- 宇都宮市立国本西小学校
- 宇都宮市立城山中央小学校
- 宇都宮市立城山西小学校
- 宇都宮市立城山東小学校
- 宇都宮市立富屋小学校
- 宇都宮市立篠井小学校
- 宇都宮市立姿川中央小学校
- 宇都宮市立姿川第一小学校
- 宇都宮市立姿川第二小学校
- 宇都宮市立雀宮中央小学校
- 宇都宮市立雀宮東小学校
- 宇都宮市立雀宮南小学校
- 宇都宮市立陽東小学校
- 宇都宮市立御幸が原小学校
- 宇都宮市立五代小学校
- 宇都宮市立陽光小学校
- 宇都宮市立瑞穂台小学校
- 宇都宮市立晃宝小学校
- 宇都宮市立新田小学校
- 宇都宮市立海道小学校
- 宇都宮市立西が岡小学校
- 宇都宮市立上戸祭小学校
- 宇都宮市立岡本小学校
- 宇都宮市立岡本西小学校
- 宇都宮市立岡本北小学校
- 宇都宮市立田原小学校
- 宇都宮市立田原西小学校
- 宇都宮市立白沢小学校
- 宇都宮市立上河内中央小学校
- 宇都宮市立上河内西小学校
- 宇都宮市立上河内東小学校
- 宇都宮市立ゆいの杜小学校

### 足利市
- 足利市立けやき小学校
- 足利市立青葉小学校
- 足利市立東山小学校
- 足利市立桜小学校
- 足利市立毛野小学校
- 足利市立毛野南小学校
- 足利市立山辺小学校
- 足利市立南小学校
- 足利市立三重小学校
- 足利市立山前小学校
- 足利市立北郷小学校
- 足利市立大月小学校
- 足利市立名草小学校
- 足利市立富田小学校
- 足利市立矢場川小学校
- 足利市立梁田小学校
- 足利市立久野小学校
- 足利市立筑波小学校
- 足利市立御厨小学校
- 足利市立坂西北小学校
- 足利市立葉鹿小学校
- 足利市立小俣小学校

### 栃木市
- 栃木市立栃木中央小学校
- 栃木市立栃木第三小学校
- 栃木市立栃木第四小学校
- 栃木市立栃木第五小学校
- 栃木市立南小学校
- 栃木市立大宮南小学校
- 栃木市立大宮北小学校
- 栃木市立皆川城東小学校
- 栃木市立吹上小学校
- 栃木市立千塚小学校
- 栃木市立寺尾小学校
- 栃木市立国府南小学校
- 栃木市立国府北小学校
- 栃木市立合戦場小学校
- 栃木市立家中小学校
- 栃木市立赤津小学校
- 栃木市立西方小学校
- 栃木市立真名子小学校
- 栃木市立大平東小学校
- 栃木市立大平南小学校
- 栃木市立大平西小学校
- 栃木市立大平中央小学校
- 栃木市立藤岡小学校
- 栃木市立部屋小学校
- 栃木市立赤麻小学校
- 栃木市立三鴨小学校
- 栃木市立岩舟小学校
- 栃木市立靜和小学校
- 栃木市立小野寺小学校

### 佐野市
- 佐野市立佐野小学校
- 佐野市立天明小学校
- 佐野市立植野小学校
- 佐野市立界小学校
- 佐野市立犬伏小学校
- 佐野市立犬伏東小学校
- 佐野市立城北小学校
- 佐野市立旗川小学校
- 佐野市立吾妻小学校
- 佐野市立赤見小学校
- 佐野市立石塚小学校
- 佐野市立出流原小学校
- 佐野市立田沼小学校
- 佐野市立吉水小学校
- 佐野市立栃本小学校
- 佐野市立多田小学校
- 佐野市立葛生義務教育学校
- 佐野市立あそ野学園義務教育学校

### 鹿沼市
- 鹿沼市立中央小学校
- 鹿沼市立東小学校
- 鹿沼市立西小学校
- 鹿沼市立北小学校
- 鹿沼市立菊沢東小学校
- 鹿沼市立菊沢西小学校
- 鹿沼市立石川小学校
- 鹿沼市立津田小学校
- 鹿沼市立池ノ森小学校
- 鹿沼市立さつきが丘小学校
- 鹿沼市立みどりが丘小学校
- 鹿沼市立北押原小学校
- 鹿沼市立加園小学校
- 鹿沼市立板荷小学校
- 鹿沼市立南摩小学校
- 鹿沼市立上南摩小学校
- 鹿沼市立南押原小学校
- 鹿沼市立楡木小学校
- 鹿沼市立みなみ小学校
- 鹿沼市立粟野小学校
- 鹿沼市立清洲第一小学校
- 鹿沼市立清洲第二小学校
- 鹿沼市立永野小学校
- 鹿沼市立粕尾小学校

### 日光市
- 日光市立日光小学校
- 日光市立清滝小学校
- 日光市立中宮祠小学校
- 日光市立安良沢小学校
- 日光市立今市小学校
- 日光市立今市第二小学校
- 日光市立今市第三小学校
- 日光市立南原小学校
- 日光市立落合東小学校
- 日光市立落合西小学校
- 日光市立大桑小学校
- 日光市立轟小学校
- 日光市立小百小学校
- 日光市立大沢小学校
- 日光市立大室小学校
- 日光市立猪倉小学校
- 日光市立小林小学校
- 日光市立足尾小学校
- 日光市立湯西川小学校
- 日光市立鬼怒川小学校
- 日光市立下原小学校
- 日光市立三依小学校

### 小山市
- 小山市立小山第一小学校
- 小山市立小山第二小学校
- 小山市立小山第三小学校
- 小山市立小山城南小学校
- 小山市立旭小学校
- 小山市立小山城北小学校
- 小山市立若木小学校
- 小山市立小山城東小学校
- 小山市立大谷東小学校
- 小山市立大谷南小学校
- 小山市立大谷北小学校
- 小山市立間々田小学校
- 小山市立乙女小学校
- 小山市立間々田東小学校
- 小山市立下生井小学校
- 小山市立網戸小学校
- 小山市立寒川小学校
- 小山市立豊田南小学校
- 小山市立豊田北小学校
- 小山市立穂積小学校
- 小山市立中小学校
- 小山市立羽川小学校
- 小山市立羽川西小学校
- 小山市立萱橋小学校
- 小山市立絹義務教育学校（義務教育学校）

### 真岡市
- 真岡市立真岡小学校
- 真岡市立真岡西小学校
- 真岡市立真岡東小学校
- 真岡市立亀山小学校
- 真岡市立大内中央小学校
- 真岡市立大内西小学校
- 真岡市立大内東小学校
- 真岡市立山前小学校
- 真岡市立西田井小学校
- 真岡市立中村小学校
- 真岡市立長田小学校
- 真岡市立長沼小学校
- 真岡市立久下田小学校
- 真岡市立物部小学校

### 大田原市
- 大田原市立大田原小学校
- 大田原市立西原小学校
- 大田原市立紫塚小学校
- 大田原市立親園小学校
- 大田原市立宇田川小学校
- 大田原市立市野沢小学校
- 大田原市立奥沢小学校
- 大田原市立金丸小学校
  - 大田原市立金丸小学校北金丸分校
- 大田原市立羽田小学校
- 大田原市立薄葉小学校
- 大田原市立石上小学校
- 大田原市立佐久山小学校
- 大田原市立湯津上小学校
- 大田原市立川西小学校
- 大田原市立黒羽小学校
- 大田原市立須賀川小学校
- 大田原市立両郷中央小学校

### 矢板市
- 矢板市立矢板小学校
- 矢板市立東小学校
- 矢板市立西小学校
- 矢板市立豊田小学校
- 矢板市立泉小学校
- 矢板市立片岡小学校
- 矢板市立乙畑小学校
- 矢板市立安沢小学校

### 那須塩原市
- 那須塩原市立黒磯小学校
- 那須塩原市立稲村小学校
- 那須塩原市立東原小学校
- 那須塩原市立埼玉小学校
- 那須塩原市立豊浦小学校
- 那須塩原市立共英小学校
- 那須塩原市立鍋掛小学校
- 那須塩原市立大原間小学校
- 那須塩原市立波立小学校
- 那須塩原市立高林小学校
- 那須塩原市立青木小学校
- 那須塩原市立三島小学校
- 那須塩原市立槻沢小学校
- 那須塩原市立南小学校
- 那須塩原市立西小学校
- 那須塩原市立東小学校
- 那須塩原市立大山小学校
- 那須塩原市立箒根学園（義務教育学校）
- 那須塩原市立塩原小中学校（義務教育学校）

### さくら市
- さくら市立氏家小学校
- さくら市立押上小学校
- さくら市立熟田小学校
- さくら市立上松山小学校
- さくら市立南小学校
- さくら市立喜連川小学校

### 那須烏山市
- 那須烏山市立江川小学校
- 那須烏山市立荒川小学校
- 那須烏山市立境小学校
- 那須烏山市立烏山小学校
- 那須烏山市立七合小学校

### 下野市
- 下野市立緑小学校
- 下野市立祇園小学校
- 下野市立南河内小中学校（義務教育学校）
- 下野市立国分寺小学校
- 下野市立国分寺東小学校
- 下野市立石橋小学校
- 下野市立石橋北小学校
- 下野市立細谷小学校
- 下野市立古山小学校

### 河内郡
- 上三川町立本郷小学校
- 上三川町立本郷北小学校
- 上三川町立上三川小学校
- 上三川町立北小学校
- 上三川町立坂上小学校
- 上三川町立明治小学校
- 上三川町立明治南小学校

### 芳賀郡
- 益子町立田野小学校
- 益子町立益子小学校
- 益子町立益子西小学校
- 益子町立七井小学校
- 茂木町立逆川小学校
- 茂木町立茂木小学校
- 茂木町立中川小学校
- 茂木町立須藤小学校
- 芳賀町立芳賀東小学校
- 芳賀町立芳賀北小学校
- 芳賀町立芳賀南小学校
- 市貝町立市貝小学校
- 市貝町立赤羽小学校
- 市貝町立小貝小学校

### 下都賀郡
- 壬生町立壬生小学校
- 壬生町立藤井小学校
- 壬生町立壬生東小学校
- 壬生町立睦小学校
- 壬生町立稲葉小学校
- 壬生町立羽生田小学校
- 壬生町立壬生北小学校
- 壬生町立安塚小学校
- 野木町立野木小学校
- 野木町立友沼小学校
- 野木町立佐川野小学校
- 野木町立南赤塚小学校
- 野木町立新橋小学校

### 塩谷郡
- 塩谷町立大宮小学校
- 塩谷町立玉生小学校
- 塩谷町立船生小学校
- 高根沢町立阿久津小学校
- 高根沢町立中央小学校
- 高根沢町立北小学校
- 高根沢町立上高根沢小学校
- 高根沢町立西小学校
- 高根沢町立東小学校

### 那須郡
- 那須町立学びの森小学校
- 那須町立東陽小学校
- 那須町立那須高原小学校
- 那須町立黒田原小学校
- 那須町立高久小学校
- 那須町立田代友愛小学校
- 那須町立那須小学校
- 那珂川町立馬頭小学校
- 那珂川町立馬頭東小学校
- 那珂川町立小川小学校

## 私立小学校
- 作新学院小学部